# Kápolna

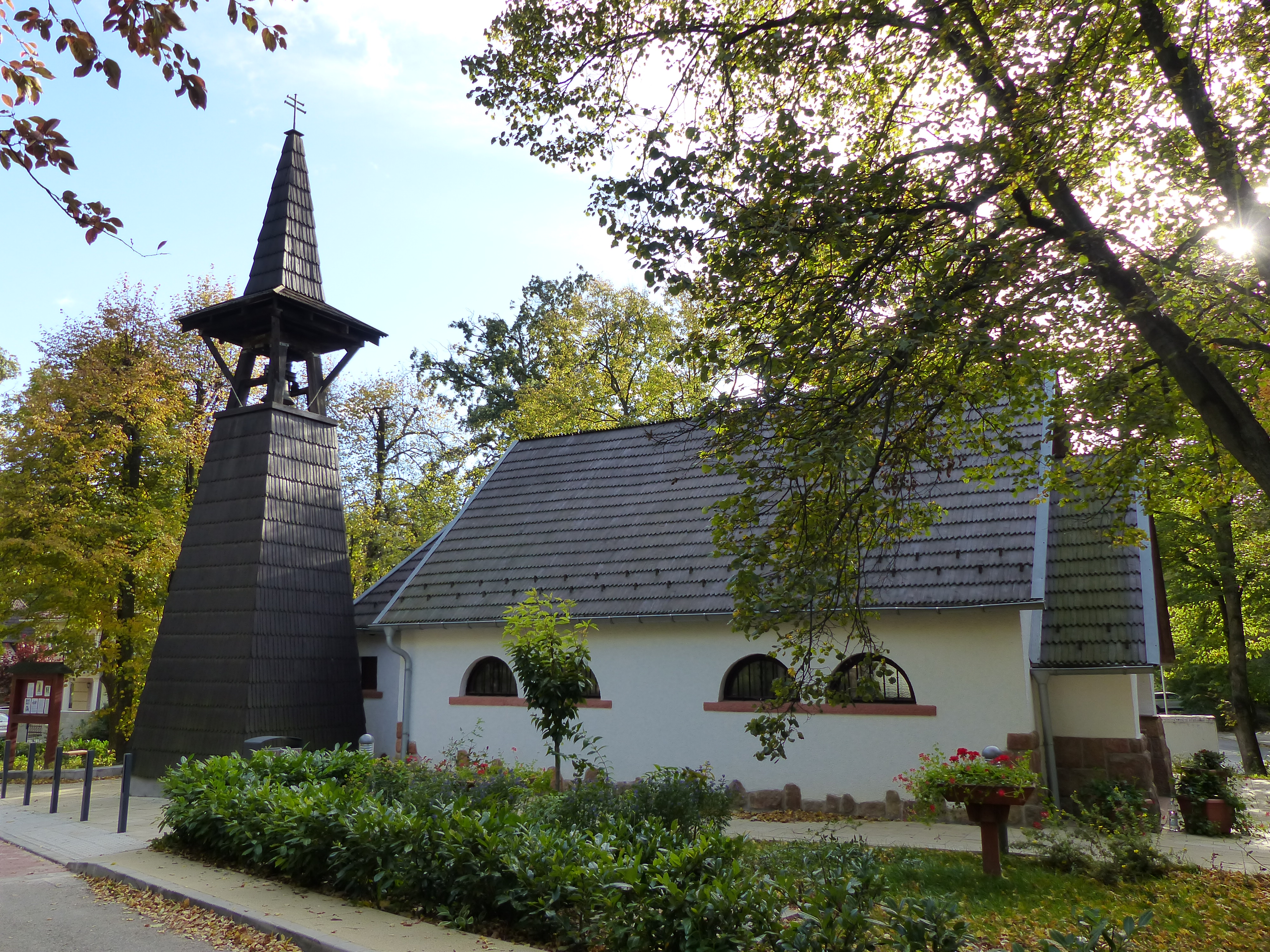
Adyligeti kápolna

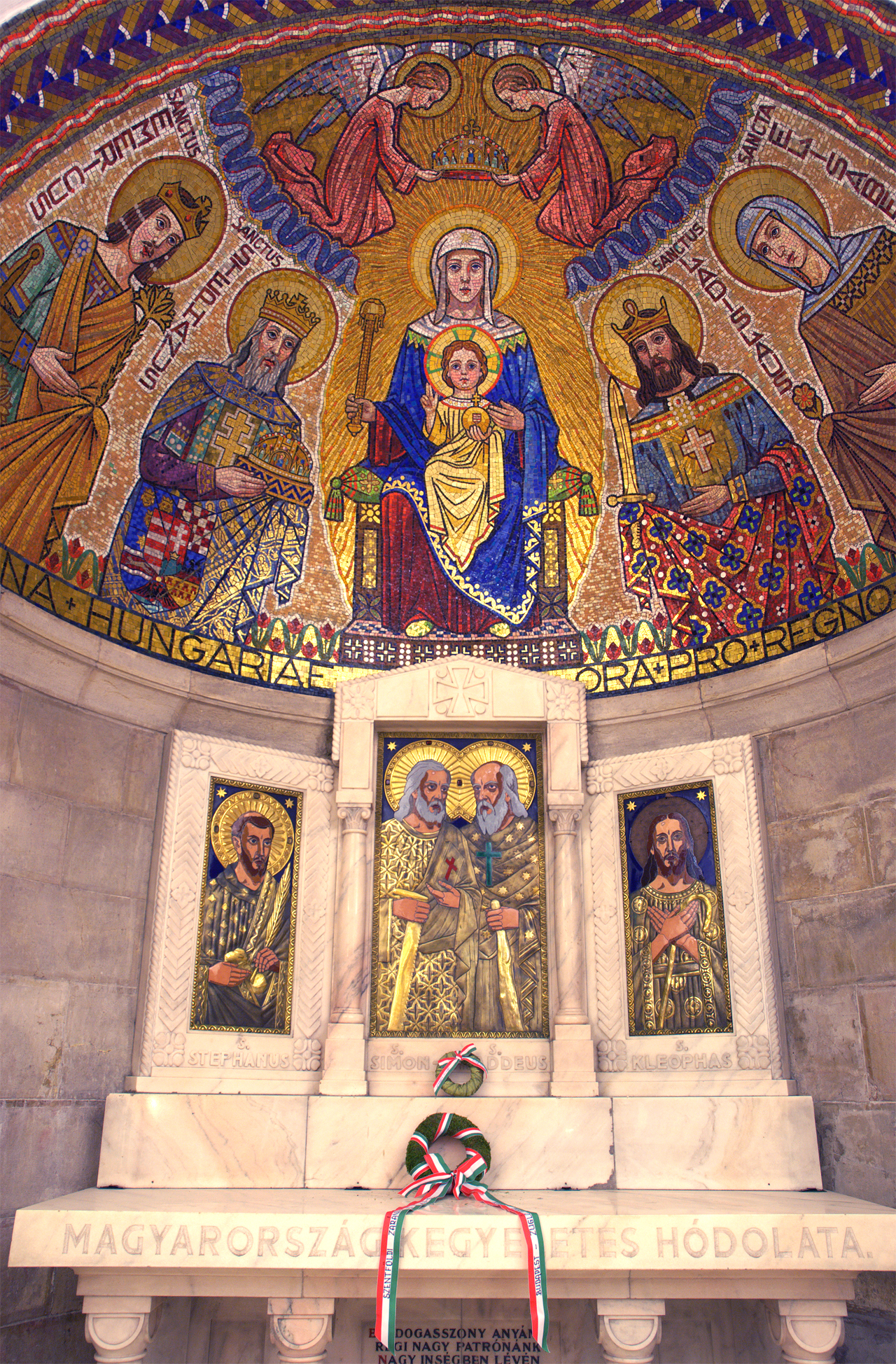
A jeruzsálemi Mária elszenderülése-templom magyar vonatkozású altemplomi kápolnája

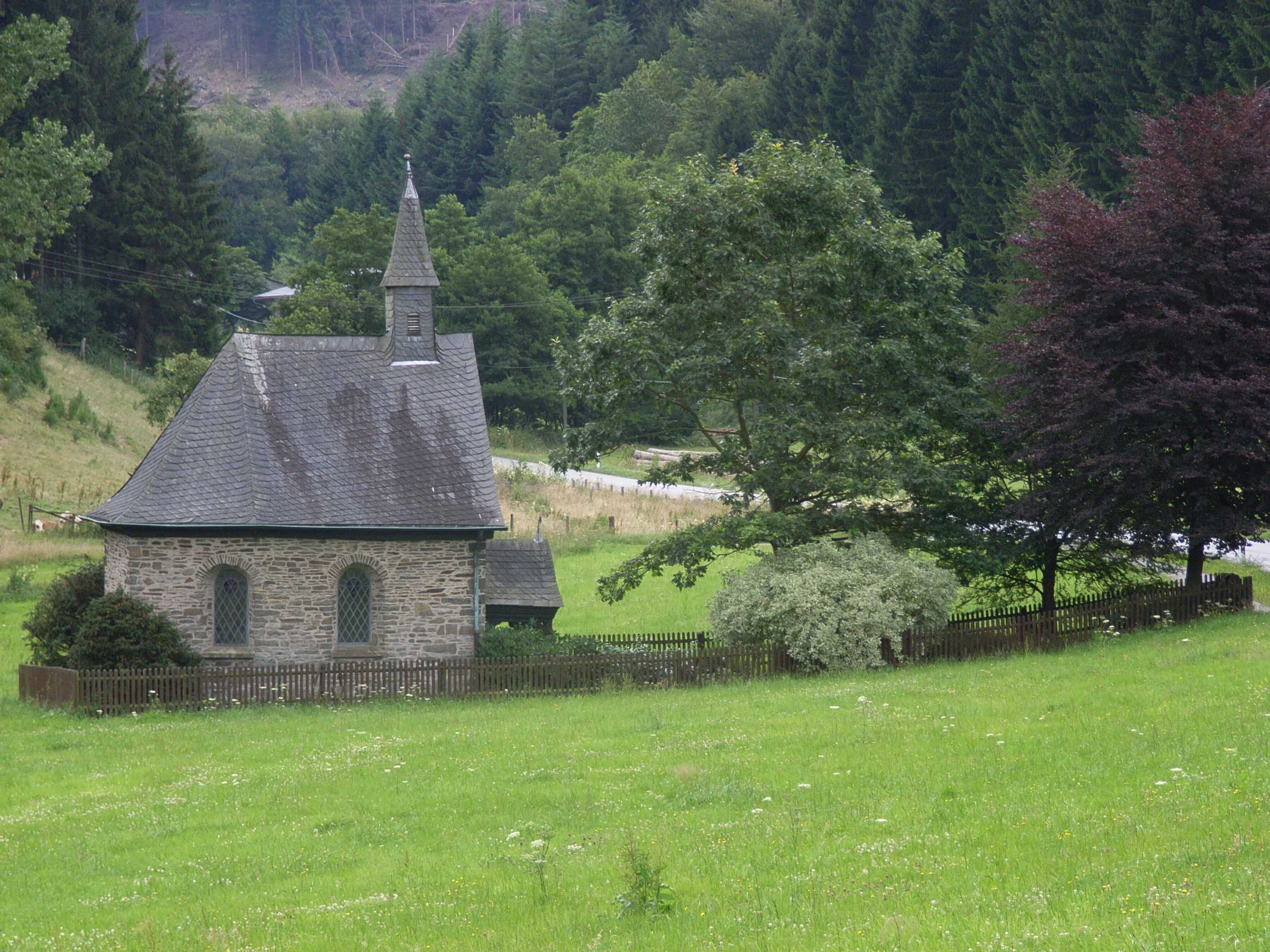
Kápolna Grevensteinben

A kápolna (lat. capella, cappa szóból, ami a fejet is betakaró köpenyt jelent), istentiszteletre szolgáló templomszerű kisebb épület, vagy épületrész. Ilyeneket eredetileg a vértanúk sírja fölé emeltek, később a plébániatemplomoktól messzebb fekvő községekben vagy tanyákon, főképp a temetőkben, utak mellett, bérceken vagy az előkelők palotáiban létesítettek. A nagyobb templomokban is szoktak lenni kápolnák, rendszerint a mellékhajókban. Egyes kápolnáknak speciális funkciójuk van: keresztelőkápolna, sírkápolna, emlékkápolna stb.
Ha egy kápolnának külön lelkésze van, azt hívják tulajdonképpen capellanusnak, káplánnak.

## A név eredete
A hagyomány szerint Tours-i Szent Márton, amikor még katona volt, egy koldusnak adta a köpenyének a felét. A másik felét a vállán átvetve viselte, ez volt a „köpenyke" illetve latinul capella. A koldus az álruhába öltözött Jézus Krisztus volt, és Márton a találkozás hatására megtért; előbb szerzetes, később apát és végül püspök lett. A félköpeny a frank királyok birtokába került, akik csatáikba magukkal hordozták az ereklyét. A sátornak, ahol a köpenyt tartották, capella volt a neve, a sátorban naponta miséző papokat pedig capellanonak nevezték. Ezekből a szavakból származik a kápolna és a káplán.

## Néhány ismert kápolna

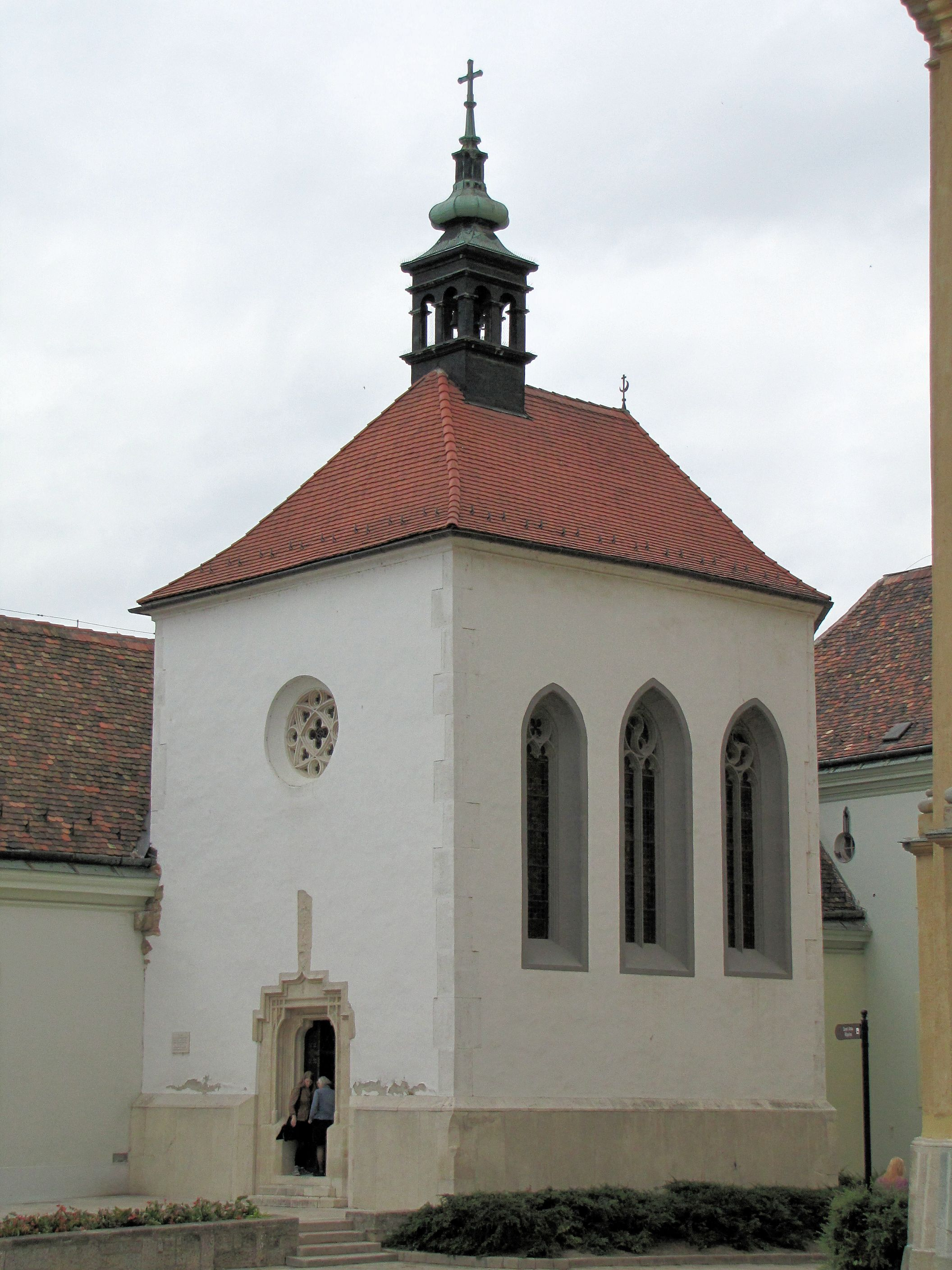
A székesfehérvári Szent Anna-kápolna

- Szent Anna-kápolna, Székesfehérvár;
- Bakócz-kápolna, Esztergom;
- Gizella-kápolna, Veszprém;
- Szentfa-kápolna, Dömös, Visegrádi-hegység;
- Csatatéri emlékkápolna, Mohács;
- Sainte-Chapelle, Párizs;
- Sixtus-kápolna, Vatikán;
- Rosslyn-kápolna, Skócia.